# Smederevska Palanka

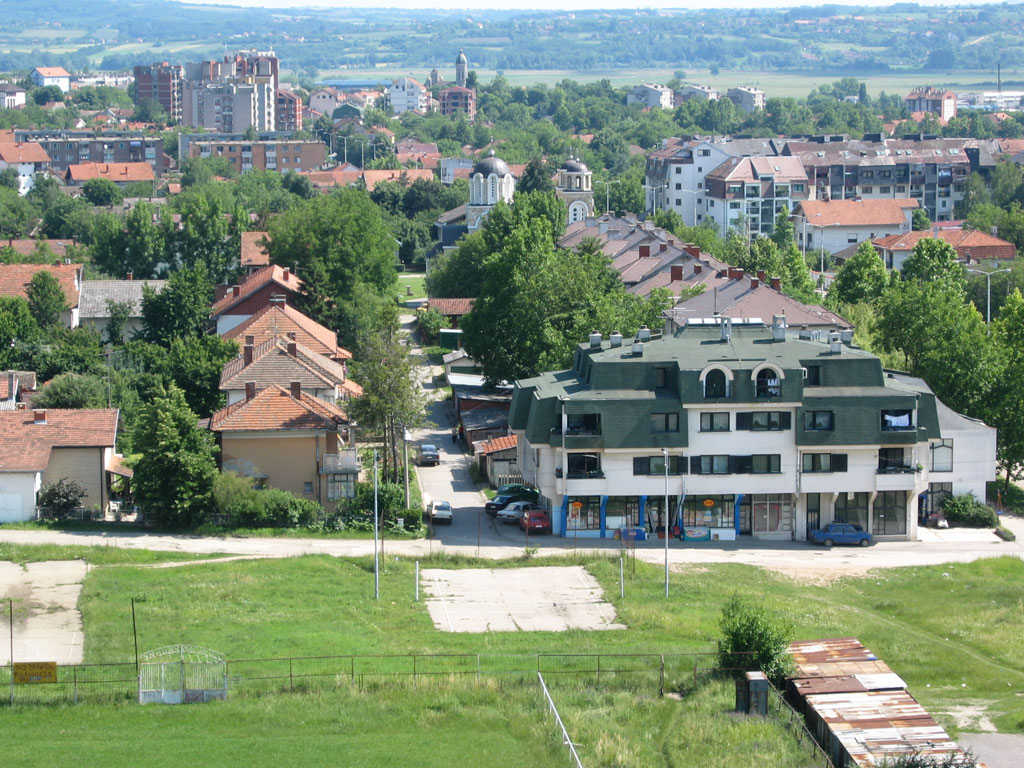
Panorama von Smederevska Palanka

Smederevska Palanka (serbisch-kyrillisch Смедеревска Паланка) ist eine Stadt  in Serbien im Bezirk Podunavlje. Sie hat etwa 23.000 Einwohner und liegt an der Jasenica.

## Geschichte
Der Name der Stadt hat eine wechselvolle Geschichte. Im Jahr 1021 wurde die Stadt erstmals schriftlich erwähnt. Das Dokument wird im Katharinenkloster in Ägypten aufbewahrt. Der Ortsname wechselte im Laufe der Zeiten von Aspri Eklesija, Bink Palanka, Jeni Palanka, Velika Palanka, über den osmanischen Namen Hasanpašina Palanka von 1463, bis zum heutigen Smederevska Palanka. Dabei steht Smederevska Palanka für einen Ort mit dem Festungstyp Palanke im früheren Sandschak Smederevo.

## Wirtschaft
In der Gemeinde sind vorwiegend Industriebetriebe und die Landwirtschaft die wichtigsten Arbeitgeber.
Bekannt ist die Waggonbaufirma GOŠA, die für JŽ und Železnice Srbije produziert, unter anderem den Sonderzug „Plavi voz“ des jugoslawischen Präsidenten Tito.

## Veranstaltungen
Eine der ältesten Messen Serbiens findet in Smederevska Palanka seit 1834 statt, der Krstovdanski Vašar, des Weiteren gibt es das jährliche Best Fest Palanka, ein Rockfestival, auf dem unter anderem Bands wie Bajaga und Riblja čorba auftraten. Die Motorijada ist ein weiteres von der Stadt veranstaltetes Event, bei dem auch verschiedene Rockbands auftreten, 2011 spielte zum Beispiel Divlje Jagode.

## Medien
Das älteste Medienunternehmen ist TV Jasenica.
Seit 2006 erscheint Nezavisne varoške novine Palanačke  das sich schnell zum relevantesten und vertrauenswürdigsten Medium entwickelt. Gründer und Herausgeber ist der Journalist und Schriftsteller Dejan Crnomarković.
Im Jahr 2014 nahm das Videoportal „Palanka danas“ seinen Betrieb auf, dessen Eigentümer Ljubomir Milošević ist.
Das Radioprogramm wird von Nova Jasenica ausgestrahlt, im Besitz von Dragica Cvetković.
Seit 2015 hat der Herausgeber der Zeitschrift Nezavisne varoške novine Palanačke, Dejan Crnomarković, außerdem das Internetportal Šumadijske vesti gegründet, das unter dem Motto „Wer, was, wo, wann und warum in Šumadija!“ Nachrichten aus der weiteren Umgebung veröffentlicht.

## Städtepartnerschaften
- Škofja Loka, Slowenien

## Persönlichkeiten
- Perica Ognjenović (* 1977), serbischer Fußballspieler
- Snežana Nešić, (* 1972), Komponistin, Akkordeonistin und Dirigentin
- Milutin Srećković (1934–1995.) Professor, Literaturkritiker
- Dejan Crnomarković (1961.) Journalist, Schriftsteller
- Zoran Todorović Todor (1959.) Akademischer maler
- Viborg Koceić (1969.) Fußballspieler
- Dragutin Paunić (1936.) Journalist, Schriftsteller
- Aleksandar Ćirković (* 2001), Fußballspieler
- Stanoje Glavaš (1763–1815), Heerführer während des Ersten Serbischen Aufstandes.
- Six Pack (Band), Band aus Smederevska Palanka

## Galerie

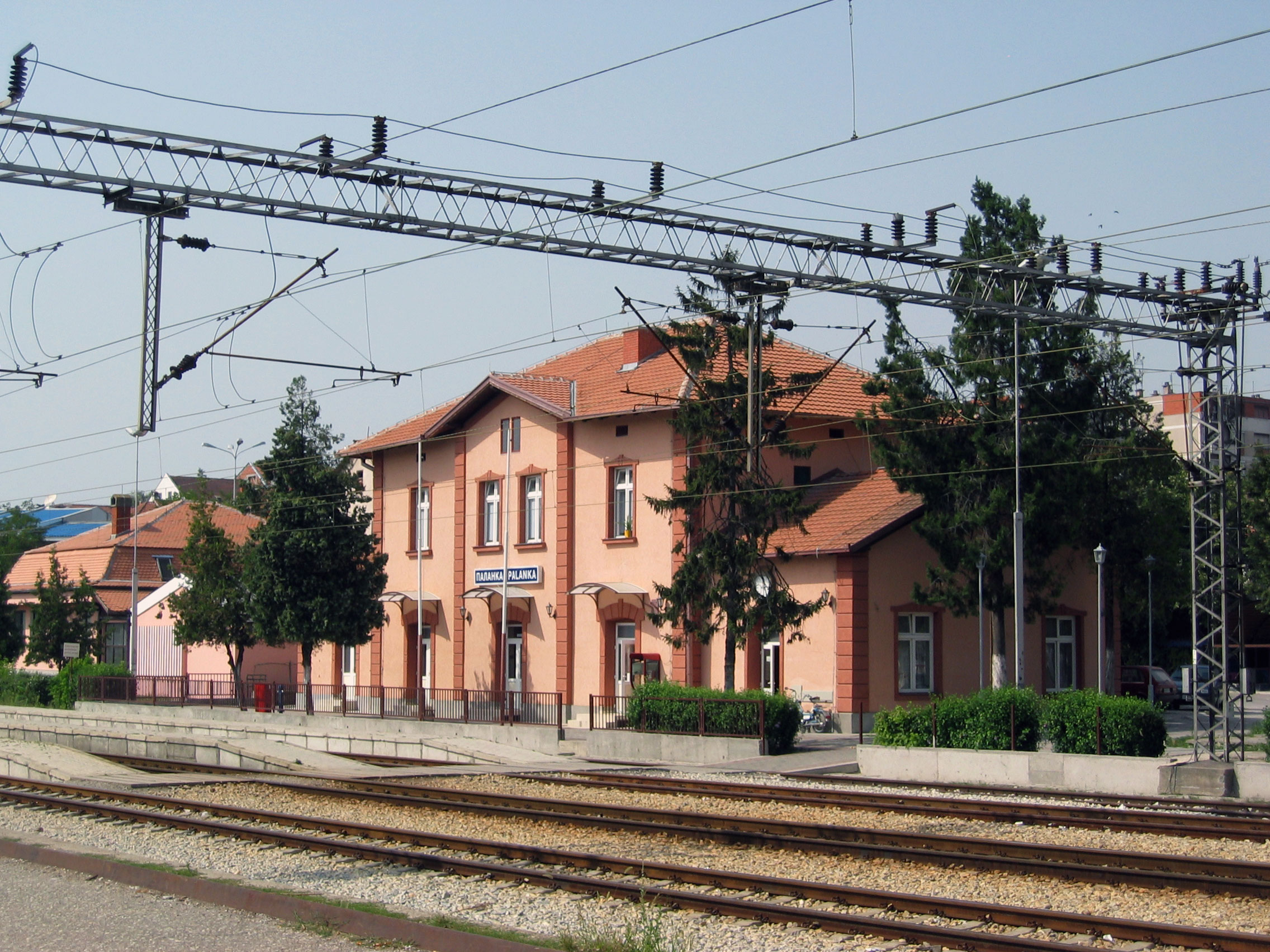
Bahnhof der Stadt
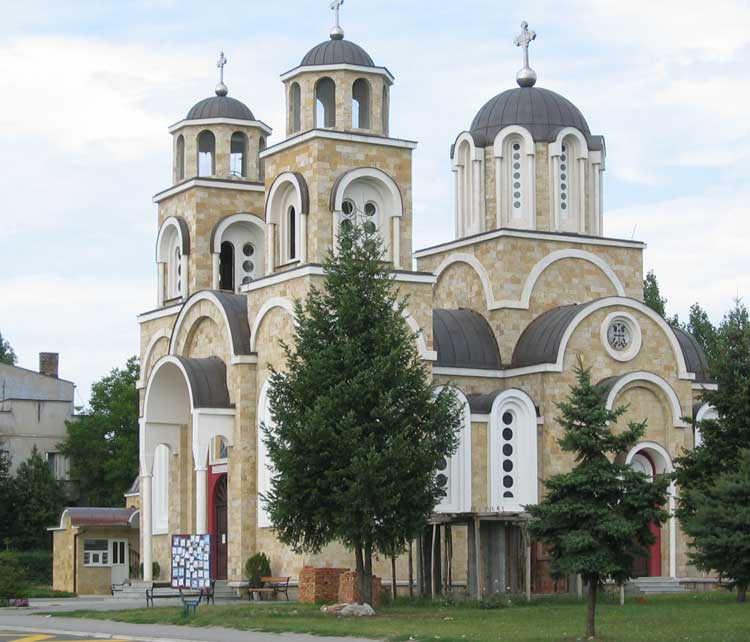
Serbisch-orthodoxe Kirche Hl. Petka
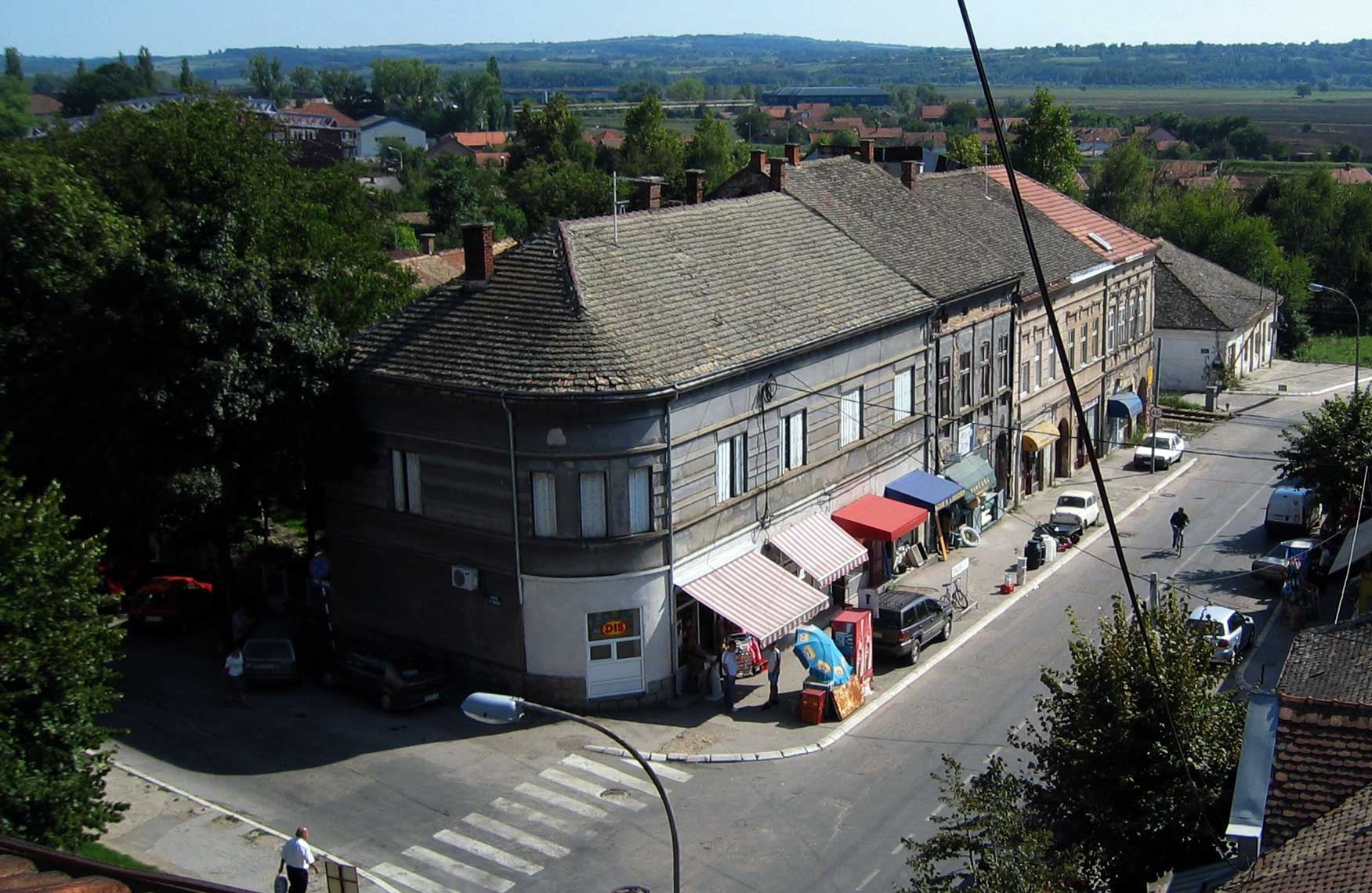
Altstadt von Smedervska Palanka
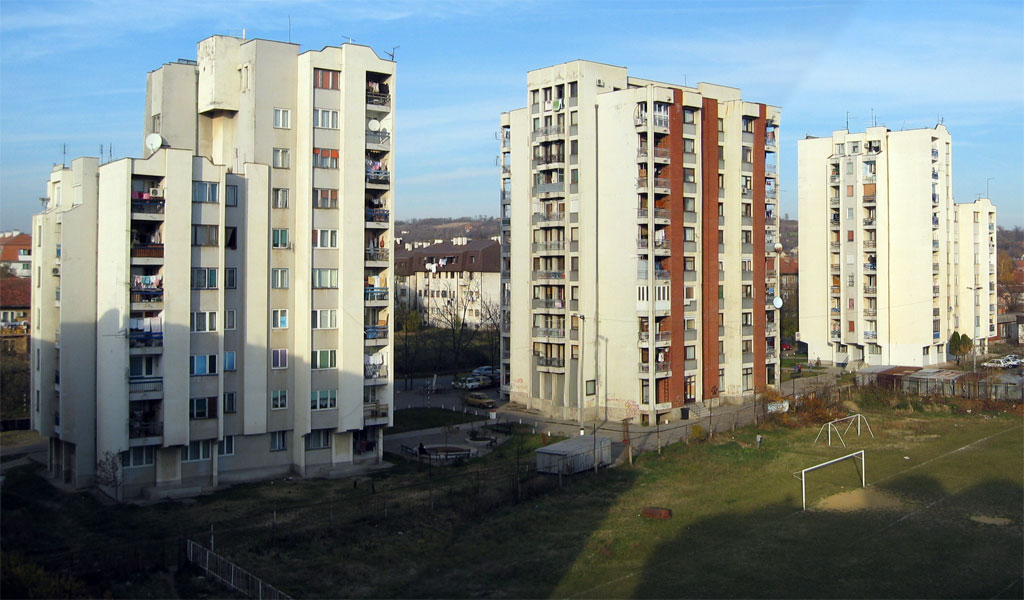
Hochhäuser in der Stadt